# 中村霞仙 (2代目)
二代目 中村 霞仙（にだいめ なかむら かせん、明治26年（1893年）5月30日 - 昭和44年（1969年）8月28日）は、大阪の歌舞伎役者。本名は藤井 重兵衛（ふじい しげべえ）。屋号は末廣屋。
大阪府出身。初代中村霞仙の子として生まれ、1904年9月、大阪・角座で初代中村紫香（しこう）を名乗って初舞台。桃山中学校卒業。
『梶原平三誉石切』（石切梶原）の股野五郎は中年頃までの当り役となった。
1925年1月に二代目中村霞仙を中座で襲名し若手ながら主役で活躍、戦後は男女の老け役に徹し東西の舞台で活躍した。晩年は脇役に回り十三代目片岡仁左衛門が開いた自主公演である「仁左衛門歌舞伎」で上演した「ひらかな盛衰記・逆櫓」の船頭松右衛門を演じる役者がなく困っていたのを自ら買って出て演じ、関係者を唸らせた。
実子がおり、一時期二代目中村紫香を名乗って活動していたが廃業し末廣屋は彼の代で消滅した。